# Ignacio Zaragoza
Generál Ignacio Zaragoza Seguín (25. března 1829 – 8. září 1862) byl mexický politik a vojevůdce.
Ignacio Zaragoza byl jednou z klíčových osob povstání, které v roce 1855 svrhlo diktaturu generála Santa-Anny. V letech 1861-1862 zastával post ministra války ve vládě prezidenta Juáreze, z tohoto postu rezignoval, aby osobně vedl mexické jednotky v bojích proti francouzské invazi.
5. května 1862 porazil francouzská vojska v bitvě u Puebly, kterýžto den je dodnes jedním z největších mexických svátků. V září téhož roku podlehl tyfu[nepřesný odkaz].
Je po něm pojmenováno město ve státě Chihuahua.